# Gorges de la Frau et Bélesta
Gorges de la Frau et Bélesta este o arie protejată (arie de protecție specială avifaunistică — SPA) din Franța întinsă pe o suprafață de 12.356 ha, integral pe uscat.

## Localizare
Centrul sitului Gorges de la Frau et Bélesta este situat la coordonatele 42°50′18″N 1°53′42″E / 42.83833°N 1.895°E.

## Înființare
Situl Gorges de la Frau et Bélesta a fost declarat arie de protecție specială avifaunistică în baza directivei 79/409 din 1979 referitoare la conservarea păsărilor sălbatice pentru a proteja 21 de specii de animale.

## Biodiversitate
Situată în ecoregiunile alpină și mediteraneană, aria protejată nu include niciun habitat protejat.
La baza desemnării sitului se află mai multe specii protejate de  păsări (21): minunița (Aegolius funereus), acvilă de munte (Aquila chrysaetos), buha (Bubo bubo), șerpar (Circaetus gallicus), erete vânăt (Circus cyaneus), ciocănitoarea de stejar (Dendrocopos medius), ciocănitoare neagră (Dryocopus martius), șoim călător (Falco peregrinus), zăgan (Gypaetus barbatus), vulturul pleșuv sur (Gyps fulvus), acvilă pitică (Hieraaetus pennatus), Lagopus mutus pyrenaicus, sfrâncioc roșiatic (Lanius collurio), ciocârlie de pădure (Lullula arborea), gaia neagră (Milvus migrans), gaia roșie (Milvus milvus), vultur egiptean (Neophron percnopterus), Perdix perdix hispaniensis, viespar (Pernis apivorus), Pyrrhocorax pyrrhocorax,  cocoș de munte (Tetrao urogallus).
Pe lângă speciile protejate, pe teritoriul sitului au mai fost identificate 3 specii de păsări.